# Courbépine
Courbépine település Franciaországban, Eure megyében. Lakosainak száma 725 fő (2022. január 1.). Courbépine Bernay, Boissy-Lamberville, Folleville, Malouy, Menneval, Plasnes és Saint-Martin-du-Tilleul községekkel határos.

## Népesség
A település népességének változása:
| Lakosok száma | 446  | 576  | 606  | 645  | 726  | 734  | 727  | 716  | 717  | 725  |
|               | 1968 | 1982 | 1990 | 2006 | 2013 | 2015 | 2017 | 2019 | 2020 | 2022 |